# Lijst van administratieve eenheden in Bạc Liêu
Deze lijst bevat een overzicht van administratieve eenheden in Bạc Liêu (Vietnam).
De provincie Bắc Kạn kent in totaal zes districten en één stad. De hoofdplaats van de provincie is de thành phố Bạc Liêu. De thành phố staat op hetzelfde niveau als de zes districten. De oppervlakte van de provincie bedraagt 2584,1 km² en heeft in ruim 819.000 inwoners. Bạc Liêu ligt in de Mekong-delta, in het zuiden van Vietnam.

## Thành Phố Bạc Liêu
Bạc Liêu is de hoofdstad van de provincie. De hoofdstad is onderverdeeld in zeven phường en drie xã's. De oppervlakte van Bạc Liêu bedraagt ongeveer 175,38 km² en heeft ruim 35.000 inwoners.
- Phường 1
- Phường 2
- Phường 3
- Phường 5
- Phường 7
- Phường 8
- Phường Nhà Mát
- Xã Hiệp Thành
- Xã Vĩnh Trạch
- Xã Vĩnh Trạch Đông

## Districten
Naast de thành Phố Bạc Liêu, kent de provincie nog een zestal districten (Huyện).

### HuyệnĐông Hải
- Thị trấn Gành Hào
- Xã An Phúc
- Xã An Trạch
- Xã An Trạch A
- Xã Điền Hải
- Xã Định Thành
- Xã Định Thành A
- Xã Long Điền
- Xã Long Điền Đông
- Xã Long Điền Đông A
- Xã Long Điền Tây

### HuyệnGiá Rai
- Thị trấn Giá Rai
- Thị trấn Hộ Phòng
- Xã Phong Tân
- Xã Phong Thạnh
- Xã Phong Thạnh A
- Xã Phong Thạnh Đông
- Xã Phong Thạnh Đông A
- Xã Phong Thạnh Tây
- Xã Tân Phong
- Xã Tân Thạnh

### HuyệnHòa Bình
- Thị trấn Hòa Bình
- Xã Minh Diệu
- Xã Vĩnh Bình
- Xã Vĩnh Hậu
- Xã Vĩnh Hậu A
- Xã Vĩnh Mỹ A
- Xã Vĩnh Mỹ B
- Xã Vĩnh Thịnh

### HuyệnHồng Dân
- Thị trấn Ngan Dừa
- Xã Lộc Ninh
- Xã Ninh Hòa
- Xã Ninh Qưới
- Xã Ninh Qưới A
- Xã Ninh Thạnh Lợi
- Xã Ninh Thạnh Lợi A
- Xã Vĩnh Lộc
- Xã Vĩnh Lộc A

### HuyệnPhước Long
- Thị trấn Phước Long
- Xã Hưng Phú
- Xã Phong Thạnh Tây A
- Xã Phong Thạnh Tây B
- Xã Phước Long
- Xã Vĩnh Phú Đông
- Xã Vĩnh Phú Tây
- Xã Vĩnh Thanh

### HuyệnVĩnh Lợi
- Thị trấn Châu Hưng
- Xã Châu Hưng A
- Xã Châu Thới
- Xã Hưng Hội
- Xã Hưng Thành
- Xã Long Thạnh
- Xã Vĩnh Hưng
- Xã Vĩnh Hưng A